# Секст Квінтілій Кондіан
Секст Квінті́лій Кондіа́н (лат. Sextus Quintilius Condianus; ? — 182) — державний та військовий діяч Римської імперії, консул 151 року.

## Життєпис
Походив з роду нобілів Квінтіліїв. Син Секста Квінтілія Валерія Максима, легата. 
Отримав гарну освіту. Замолоду перебрався до Риму. У 151 році став консулом разом із братом Секстом Квінтілієм Валерієм Максимом. З 170 до 175 року вони спільно керували провінцією Ахайя. Під час своєї каденції разом із братом розглядав скарги та Герода Аттіка. З 175 до 176 року керував провінцією Паннонія. У 178 році брав участь у війні проти маркоманів. У 182 році його разом з братом й сином було страчено, а усе майно конфісковано за наказом імператора Коммода.

## Літературна діяльність
Разом із братом написав наукову працю під назвою «Георгіки», яка була присвячена сільському господарству. Ймовірно написана на власному досвіді агрономії.

## Родина
- син Секст Квінтілій Максим